# Термінал ЗПГ Клайпеда

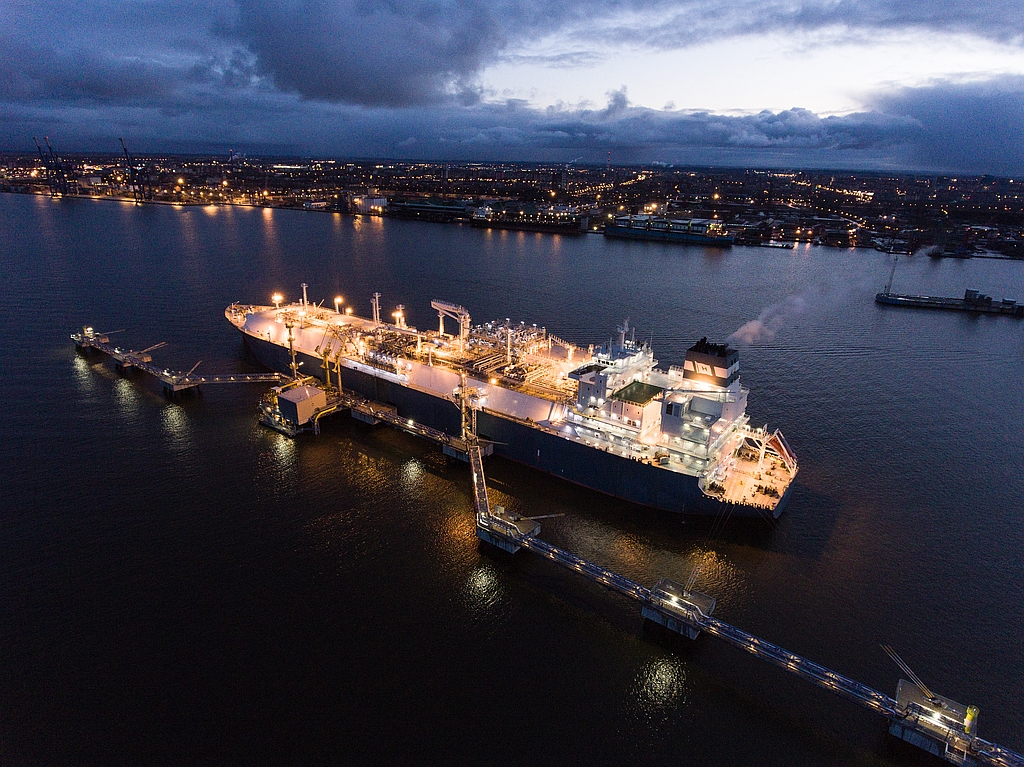

55°39′52″ пн. ш. 21°08′16″ сх. д. / 55.664457° пн. ш. 21.137649° сх. д.
Термінал ЗПГ Клайпеда — інфраструктурний об'єкт для прийому та регазифікації зрідженого природного газу, який знаходиться на заході Литви в місті Клайпеда.
Щоб компенсувати залежність країни від природного газу походженням з Росії, уряд Литви замовив будівництво терміналу у Клайпеді. Об'єкт став до ладу в 2014 році та був створений за схемою плавучого регазифікаційного терміналу, для якого узяли в 10-річний фрахт (з можливістю подальшого викупу) плавучу установку "Independence". Установка здатна видавати біля 4 млрд м3 на рік, а зберігання ЗПГ відбувається у резервуарах загальним об’ємом 170000 м3.
Однією з найважливіших споруд терміналу є причал завдовжки 450 метрів. В межах проекту для поглиблення кругу розвороту вилучили 1,5 млн м3 грунту, для чого залучили ківшевий земснаряд "Goliath" та землесосний снаряд "Utrecht".
Регазифікована продукція передається до газотранспортної мережі Литви через трубопроводи Клайпеда – Куршенай та Клайпеда – Юрбакас. 